# Богушов-Горце
Богушов-Горце је град на северу војводства долњошлеског. Настало је 1973. повезивањем три града: Богушува, Горца, Кожњица Свидњицких (Kuźnice Świdnickie).
Граничи се са:
- са југа са општином Мјереошув (Mieroszów)
- са истока са општином Валбжих (Wałbrzych)
- са североистока са општином Шчавно Здрој (Szczawno-Zdrój)
- са северозапада са општином Старе Богачовице (Stare Bogaczowice)
- са запада са општином Чарни Бор (Czarny Bór)

.

## Индустрија
У Богушов-Горцу се до почетка деведесетих година добијао камени угаљ и производио барут.

## Демографија
| 2012.  |
| ------ |
| 16.417 |

## Саобраћај
Богушов-Горце се налази на путу који води из Валбжиха на Камену Гору. Кроз град пролази и међународни пут. Богушов-Горце је овезан железницом са три града: Валбжихом, Марћишувом и Мјереошувом.

## Атракције
- Црква свете тројце
- Црква светог петра апостола
- Евангелистичка црква
- трг
- капела на гробљу
- женски манастир

## Партнерски градови
- Добре Мјасто
- Рађонков
- Пјен
- Смиржице